# Anna Tóth
Anna Tóth (* 20. November 2003 in Kazincbarcika) ist eine ungarische Hürdenläuferin, die sich auf die 100-Meter-Distanz spezialisiert hat.

## Sportliche Laufbahn
Ihren ersten Wettkampf bei internationalen Meisterschaften bestritt Anna Tóth beim Europäischen Olympischen Jugendfestival (EYOF) 2019 in Baku, bei dem sie mit 14,17 s im Vorlauf über 100 m Hürden ausschied. 2021 belegte sie bei den U20-Europameisterschaften in Tallinn in 14,31 s den achten Platz, ehe sie bei den U20-Weltmeisterschaften in Nairobi in 13,58 s die Bronzemedaille gewann. Im Jahr darauf gewann sie dann bei den U20-Weltmeisterschaften in Cali in 13,00 s erneut die Bronzemedaille. Anschließend startete sie mit der ungarischen 4-mal-100-Meter-Staffel bei den Europameisterschaften in München und schied dort mit 44,19 s in der Vorrunde aus. 2023 kam sie bei den Halleneuropameisterschaften in Istanbul mit 8,20 s nicht über die erste Runde über 60 m Hürden hinaus und im Juli gewann sie bei den U23-Europameisterschaften in Espoo in 12,97 s die Bronzemedaille hinter der Schweizerin Ditaji Kambundji und Elena Carraro aus Italien. Anschließend erreichte sie bei den World University Games in Chengdu das Finale und kam dort nicht ins Ziel. Kurz darauf schied sie bei den Weltmeisterschaften in Budapest mit 12,95 s in der ersten Runde aus. Im Jahr darauf kam sie bei den Europameisterschaften in Rom im Halbfinale nicht ins Ziel und 2025 schied sie bei den Halleneuropameisterschaften in Apeldoorn mit 8,08 s im Semifinale über 60 m Hürden aus. Im Juli gewann sie bei den U23-Europameisterschaften in Bergen in 13,02 s die Silbermedaille hinter der Polin Alicja Sielska. Kurz darauf gewann sie bei den World University Games in Bochum in 12,88 s die Silbermedaille hinter der Finnin Saara Keskitalo.
2024 wurde Tóth ungarische Meisterin im 100-Meter-Hürdenlauf sowie 2025 Hallenmeisterin über 60 m Hürden.

## Persönliche Bestzeiten
- 100 m Hürden: 12,77 s (+1,1 m/s), 3. August 2025 in Budapest
  - 60 m Hürden (Halle): 7,95 s, 23. Februar 2025 in Nyíregyháza